# Антверп (Огайо)
Антверп (англ. Antwerp) — селище (англ. village) в США, в окрузі Полдінґ штату Огайо. Населення — 1676 осіб (2020).

## Географія
Антверп розташований за координатами 41°10′49″ пн. ш. 84°44′10″ зх. д. / 41.18028° пн. ш. 84.73611° зх. д. (41.180176, -84.736099).  За даними Бюро перепису населення США в 2010 році селище мало площу 3,46 км², з яких 3,45 км² — суходіл та 0,00 км² — водойми.

## Демографія
Згідно з переписом 2010 року, у селищі мешкало 1736 осіб у 752 домогосподарствах у складі 464 родин. Густота населення становила 502 особи/км².  Було 838 помешкань (243/км²).
Расовий склад населення:
| - 96,6 % — білих - 0,7 % — чорних або афроамериканців - 0,1 % — корінних американців - 0,1 % — азіатів - 1,2 % — осіб інших рас |

До двох чи більше рас належало 1,4 %. Частка іспаномовних становила 4,8 % від усіх жителів.
За віковим діапазоном населення розподілялося таким чином: 26,3 % — особи молодші 18 років, 58,0 % — особи у віці 18—64 років, 15,7 % — особи у віці 65 років та старші. Медіана віку мешканця становила 37,9 року. На 100 осіб жіночої статі у селищі припадало 92,9 чоловіків;  на 100 жінок у віці від 18 років та старших — 91,6 чоловіків також старших 18 років.
Середній дохід на одне домашнє господарство  становив 47 221 долар США (медіана — 36 250), а середній дохід на одну сім'ю — 62 722 долари (медіана — 49 276). Медіана доходів становила 42 292 долари для чоловіків та 29 722 долари для жінок. За межею бідності перебувало 19,8 % осіб, у тому числі 31,3 % дітей у віці до 18 років та 12,8 % осіб у віці 65 років та старших.
Цивільне працевлаштоване населення становило 595 осіб. Основні галузі зайнятості: виробництво — 29,7 %, освіта, охорона здоров'я та соціальна допомога — 26,2 %, роздрібна торгівля — 12,4 %, фінанси, страхування та нерухомість — 6,4 %.